# Marcella Pobbe
Marcella Pobbe (Colzè di Montegalda, 13 luglio 1921 – Milano, 17 giugno 2003) è stata un soprano italiano,  attivo dagli anni cinquanta ai settanta.

## Biografia
In possesso di una voce di soprano lirico-spinto, studiò a Vicenza con Elena Fava e successivamente presso l'Accademia musicale chigiana di Siena con Giorgio Favaretto, oltre che al Conservatorio Rossini di Pesaro con Rinalda Pavoni. Debuttò nel 1949 a Spoleto in Faust nell'ambito del Teatro lirico sperimentale.
Nel 1962 Marcella Pobbe fu protagonista di un episodio che fece scalpore sulla stampa scandalistica dell'epoca: si esibì nell'opera Isabeau indossando soltanto un'aderente calzamaglia color carne, che ne evidenziava l'avvenenza. Questo ed altri aneddoti (come l'opportunità, poi tramonata, di lavorare con Federico Fellini in 8½, nel ruolo poi affidato a Sandra Milo) sono stati da lei raccontati nel diario, pubblicato nel 2000 per i tipi di Leonardo Arte, dal titolo Dove sono i bei momenti.
Esordì poi al San Carlo di Napoli, al Teatro dell'Opera di Roma (Ifigenia in Tauride nel 1954) e alla Scala di Milano (David di Darius Milhaud nel 1955). Ancora al San Carlo, dove si esibì regolarmente fino al 1973, partecipò nel 1956 alla prima rappresentazione mondiale de La guerra di Renzo Rossellini, mentre nel 1959 interpretò Elsa in Lohengrin. Negli anni cinquanta registrò alcune edizioni televisive: Le nozze di Figaro, Un ballo in maschera, Francesca da Rimini, Adriana Lecouvreur.
Condusse una carriera internazionale che la vide a Londra, Parigi, Vienna, all'Opéra di Montecarlo, al teatro dell'Opera di Zurigo e in una tournée in Sudamerica. Nel 1958 debuttò al Metropolitan Opera di New York come Mimì. L'esperienza con il teatro newyorkese non ebbe però particolare fortuna, probabilmente anche a causa del suo carattere: si rifiutò, fra le altre cose, di cantare in Don Carlo perché avrebbe avuto come partner Nicolai Gedda, con il quale aveva avuto una relazione sentimentale conclusasi in maniera burrascosa.
Interprete eclettica, ebbe in repertorio opere di Rossini (Il barbiere di Siviglia, Guglielmo Tell), Verdi (Otello, Il trovatore, Simon Boccanegra, Un ballo in maschera), Puccini (La bohème, Tosca). Interpretò inoltre Le nozze di Figaro (Contessa), Faust (Marguerite), Carmen (Micaela), Andrea Chénier, Adriana Lecouvreur, Mefisofele, Francesca da Rimini, Il franco cacciatore (Agathe), I maestri cantori di Norimberga (Eva). Fra i lavori meno rappresentati eseguì Orontea di Antonio Cesti, I promessi sposi di Errico Petrella, L'ospite di pietra (o Il convitato di pietra) di Aleksandr Sergeevič Dargomyžskij.
Continuò la carriera fino alla fine degli anni settanta, per dedicarsi poi all'attività di critico musicale per Il Gazzettino di Vicenza. Nel 2000 pubblicò una serie di interviste a vari compositori. La discografia ufficiale è ridotta, ma comprende due recital che permettono di valutarne il talento.

## Repertorio
| Ruolo                | Titolo                          | Autore     |
| -------------------- | ------------------------------- | ---------- |
| Margherita           | Mefistofele                     | Boito      |
| Léïla                | I pescatori di perle            | Bizet      |
| Micaëla              | Carmen                          | Bizet      |
| Jaroslavna           | Il principe Igor'               | Borodin    |
| Giovanna d'Arco      | La pulzella d'Orléans           | Čajkovskij |
| Adriana Lecouvreur   | Adriana Lecouvreur              | Cilea      |
| Parisina d'Este      | Parisina d'Este                 | Donizetti  |
| Maddalena di Coigny  | Andrea Chénier                  | Giordano   |
| Fedora               | Fedora                          | Giordano   |
| Ginevra              | La cena delle beffe             | Giordano   |
| Ifigenia             | Ifigenia in Aulide              | Gluck      |
| Ifigenia             | Ifigenia in Tauride             | Gluck      |
| Margherita           | Faust                           | Gounod     |
| Maria                | Giovanna d'Arco al rogo         | Honegger   |
| Isabeau              | Isabeau                         | Mascagni   |
| Bathsheba            | David                           | Milhaud    |
| Elettra              | Idomeneo                        | Mozart     |
| Contessa d'Almaviva  | Le nozze di Figaro              | Mozart     |
| Emma                 | Chovanščina                     | Musorgskij |
| Chivrija             | La fiera di Soročincy           | Musorgskij |
| Lucia                | I promessi sposi                | Petrella   |
| Mimì                 | La bohème                       | Puccini    |
| Floria Tosca         | Tosca                           | Puccini    |
| Suor Angelica        | Suor Angelica                   | Puccini    |
| Lauretta             | Gianni Schicchi                 | Puccini    |
| La Marescialla       | Il cavaliere della rosa         | Strauss    |
| Maria Egiziaca       | Maria Egiziaca                  | Respighi   |
| Rosina               | Il barbiere di Siviglia         | Rossini    |
| Matilde d'Asburgo    | Guglielmo Tell                  | Rossini    |
| Lucrezia Contarini   | I due Foscari                   | Verdi      |
| Leonora              | Il trovatore                    | Verdi      |
| Maria Boccanegra     | Simon Boccanegra                | Verdi      |
| Amelia               | Un ballo in maschera            | Verdi      |
| Aida                 | Aida                            | Verdi      |
| Desdemona            | Otello                          | Verdi      |
| Mrs Alice Ford       | Falstaff                        | Verdi      |
| Elsa di Brabante     | Lohengrin                       | Wagner     |
| Eva                  | I maestri cantori di Norimberga | Wagner     |
| Agata                | Il franco cacciatore            | Weber      |
| Francesca da Polenta | Francesca da Rimini             | Zandonai   |
| Anna                 | I cavalieri di Ekebù            | Zandonai   |

## Discografia

### Incisioni in studio
- Mefistofele, con Giulio Neri, Ferruccio Tagliavini, dir. Angelo Questa - Cetra 1954

### Registrazioni dal vivo
- Faust (in ital.), con Gianni Poggi, Raffaele Arié, Ettore Bastianini, dir. Gabriele Santini - Napoli 1956 ed. Bongiovanni/Andromeda
- Otello, con Mario Del Monaco, Anselmo Colzani, dir. Vincenzo Bellezza - Napoli 1957 ed. Opera Lovers
- I pescatori di perle (in ital.), con Ferruccio Tagliavini, Ugo Savarese, dir. Oliviero De Fabritiis - Napoli 1959 ed. Melodram
- Carmen (in ital.), con Irina Archipova, Mario Del Monaco, Ernest Blanc, dir. Peter Maag - Napoli 1960 ed. Movimento Musica
- Isabeau, con Pier Miranda Ferraro, Renata Davini, Rinaldo Rola, dir. Tullio Serafin - San Remo 1962 ed. Bongiovanni
- Parisina d'Este, con Renato Cioni, Giulio Fioravanti, dir. Bruni Rigacci - Siena 1962 ed. Melodram/Opera Lovers
- Tosca, con Gianni Raimondi, Cornell MacNeil, dir. Pietro Argento - Genova 1965 ed. Opera Depot
- Fedora, con Aldo Bottion, Attilio D'Orazi, dir. Francesco Molinari Pradelli - Venezia 1968 ed. Mondo Musica
- Isabeau, con Pier Miranda Ferraro, Nicoletta Cilento, Silvano Carroli, dir. Ugo Rapalo - Napoli 1972 ed. MRF
- Tosca, con Gastone Limarilli, Giangiacomo Guelfi, dir. Napoleone Annovazzi - Roma 1973 ed. OOA

## Video
- Adriana Lecouvreur (DVD), con Nicola Filacuridi, Fedora Barbieri, Otello Borgonovo, dir. Alfredo Simonetto - video-RAI 1955 ed. House of Opera/GOP (solo audio)
- Un ballo in maschera (DVD), con Nicola Filacuridi, Rolando Panerai, Lucia Danieli, dir. Nino Sanzogno - video-RAI 1956 ed. House of Opera
- Le nozze di Figaro (DVD), con Nicola Rossi-Lemeni, Rosanna Carteri, Heinz Rehfuss, Dora Gatta, dir. Nino Sanzogno - video-RAI 1956 ed. Hardy Classic
- Francesca da Rimini (DVD), con Giuseppe Campora, Nicoletta Panni, Ugo Novelli, dir. Arturo Basile - video-RAI 1958 ed. House of Opera
- La bohème (atto III-DVD), con Carlo Bergonzi, Frank Guarrera, Laurel Hurley, dir. Leonard Bernstein - dal vivo Carnegie Hall 1958 ed. Premiere Opera
- Tosca, con Gianni Raimondi, Cornell MacNeil, dir. Pietro Argento - dal vivo Genova 1965 (video-RAI) ed. Premiere Opera